# Клеве, Астрид
Астрид Клеве (швед. Astrid от кливом; 1875—1968) — шведский ученый-ботаник, геолог, химик, исследователь Уппсальского университета. Она была первой женщиной в Швеции, которая получила степень доктора наук.

## Биография
Астрид Клеве родилась 22 января 1875 года в Уппсале, Швеция. Она была старшей дочерью химика, океанографа, геолога и профессора Пера Теодора Клеве и его жены Альмы. Вместе с двумя младшими сестрами Астрид получила начальное образование дома, их учила мама, одна из первых женщин в Швеции, которая получила гимназическое образование. В лаборатории отца, где он исследовал планктон Астрид Клеве изучала основы наук и это вызвало её интерес к диатомовым водорослям.
Осенью 1891 года она начала изучать естественные науки в Уппсальском университете, окончила университет в январе 1894 года со степенью бакалавра . Впоследствии она получила должность ассистента профессора химии в прогрессивном Стокгольмском университете. Во время работы она познакомилась с немецко-шведским биохимиком, а позже Нобелевским лауреатом Хансом фон Эйлер-Хельпином. В 1902 году они поженились и Астрид получила фамилию Клеве фон Эйлер. У них было пятеро детей, трое из которых родились вскоре после того, как Астрид окончила университет, один из сыновей, Ульф фон Эйлер, стал физиологом и Нобелевским лауреатом. Их брак распался в 1912 году; семнадцать лет спустя, в 1929 году, Ганс фон Эйлер-Хельпин получил Нобелевскую премию по химии за свои исследования ферментации. С 1911 до 1917 года Астрид Клеве работала учителем в Стокгольмской женской семинарии. Также в этот период она продолжила свои исследования. После завершения обучения она переехала в Вермланд, где она жила в 1917—1923 годах. В Вермланде она возглавляла Научно-исследовательскую лесную лабораторию (Skoghallsverkens)", дочернюю компанию «Uddeholm Company»; где она продолжала проводить исследования. Впоследствии семья перебралась в Уппсалу, а в 1933 году они переехали в ферму в Линдесберге, где выращивали овец. Кроме земледелия, Клеве занималась преподаванием в реальной школе. В 1949 году семья вернулась в Уппсалу, где она прожила большую часть жизни; в том же году она стала католичкой. В 1968 году, в возрасте 93 лет, у неё была операция на грыже, после которой она уже не смогла восстановиться. Астрид Клеве фон Эйлер умерла 8 апреля в 1968 году в доме для престарелых в Вестеросе.

## Научные исследования
В 1895—1896 годах Астрид Клеве занималась изучением диатомовых водорослей. Результаты идентификации и выявления новых диатомов в арктических озёрах она опубликовала в работе «On recent freshwater diatoms from Lule Lappmark in Sweden». Также она исследовала экосистемы растений в далеких северных регионах и их адаптации к суровым условиям. В период с 1896 до 1898 года Клеве опубликовала 4 статьи по химии относительно азотистых органических соединений в различных структурах. Её исследования иттербия, проведенные в университете Уппсала, были опубликованы в Стокгольмском университете; она определила атомную массу и другие свойства элемента. В мае 1898 года, в возрасте 23 лет, она получила степень доктора наук в Уппсальском университете, тема её диссертации «Studier ofver några svenska väksters groningstid och förstärkningstadium», — «Исследование срока прорастания и стадии роста некоторых шведских растений». Она была второй женщиной, которая сделала это, и первой в своей отрасли науки. С 1898 до 1902 года она исполняла обязанности ассистента профессора в Стокгольмском университете. Во время своего пребывания на должности ассистента в Стокгольме она опубликовала статью о лантане и селене. Она оставила работу на химическом факультете Стокгольмского университета после бракосочетания с Хансом фон Эйлер-Хельпином. Через пять лет после женитьбы Клеве совместно со своим мужем опубликовала 16 научных работ. Супруги работали над изучением азотистых органических соединениям, синтеза кетозов из формальдегидов, химических веществ в смолах и промышленного синтеза спирта. В 1910—1912 годах во время работы учителем средней школы Клеве возобновила исследования планктона, в основном изучая флору в водоемах возле Стокгольма. Результаты этих исследований важны и сегодня, поскольку это единственная публикация, которая касается загрязнения диатомовыми водорослями, которое произошло в регионе Стокгольма. В 1913 году Клеве получила должность биологического ассистента Шведской гидрографической биологической комиссии. В 1917 году она опубликовала монографию по результатам исследований планктона в проливе Скагерраке. Впоследствии она возглавила Научно-исследовательскую лесную лабораторию (Skoghallsverkens)", дочернюю компанию Uddeholm Company, где продолжила научную работу. Её исследования, проведенные в 1920—1925 годах, опубликованы в 23 статьях, касались свойств лигнина, его содержания в древесине, состав хвои сосны и ели, роль углекислого газа в растениях, однако в основном работа была сосредоточена на химии лигнина. В этот период она не прекращала преподавать в школе и написала наково-популярную книгу о селене, а также учебник по прикладной биохимии.
Примерно в это время, а впоследствии и в 1960-х годах, Клеве снова сфокусировала свои исследования на живых и ископаемых диатомовых водорослях в Балтийском море. Её исследования также были связаны с палеоботаническими проблемами, включая изменения уровня воды в Балтийском море. В тот же период, между 1932 и 1955 годами, она опубликовала несколько монографий по таксономии диатомов. В 1951 году Клеве издала монографию о шведские и финские диатомы «Die Diatomeen von Schweden und Finnland», над которой работала на протяжении более десяти лет. В 1945 году она вернулась к Уппсальскому университета на кафедру геологии. В 1948 году она была награждена почетным степенью «Jubilee Doctor of Philosophy», как первая женщина в Швеции. В 1955 году получила статус почетного профессора за изучение диатомов. Клеве продолжала издавать научные публикации до 86-летнего возраста.

## Отдельные научные труды
- «On recent freshwater diatoms from Lule Lappmark in Sweden» (1895)
- «Studier öfver några svenska växters groningstid och förstärkningsstadium» (1898, диссертация)
- «Bidrag till kännedomen om ytterbium» (1901)
- «Cyclotella bodanica i Ancylussjön: Skattmansöprofilen ännu en gång» (1911)
- «Försök till analys av Nordens senkvartära nivåförändringar» (1923)
- «The diatoms of Finnish Lapland» (1934)
- «Sundets plankton: sammansättning och fördelning» (1937)
- «Bacillariaceen-assoziationen im nördlichsten Finnland» (1939)
- «Natur und Alter der Strandflächen Finnlands: Eine spätquartäre Rekonstruktion» (1943)
- «Die diatomeen von Schweden und Finnland» I—V (1951—1955)
- «Was war der Svea älv?» (1957)